# Heterocerus incertus
Heterocerus incertus is een keversoort uit de familie oevergraafkevers (Heteroceridae). De wetenschappelijke naam van de soort is voor het eerst geldig gepubliceerd in 1896 door Grouvelle.